# アンゲリカ・クラッツァー
アンゲリカ・クラッツァー（Angelika Kratzer）は、ドイツ出身のアメリカの言語学者。マサチューセッツ大学アマースト校言語学科教授。モダリティ、条件文、状況意味論など形式意味論を専門とする。
バイエルン州生まれ。1979年にコンスタンツ大学からPh.D.を取得。

## 参考書籍
- （Irene Heimと共著）Semantics in Generative Grammar. Blackwell. (1998). ISBN 0-631-19713-3
- Modals and Conditionals: New and Revised Perspectives. Oxford University Press. (2012). ISBN 9780199234691
- The Event Argument and the Semantics of Verbs.（未公刊）（Semantics Archive上の草稿）